# Miguel Ángel Mulet Taló
Miguel Ángel Mulet Taló (Zúrich, 29 de junio de 1956) es un político español, diputado a las Cortes Valencianas en la IX legislatura.

## Biografía
Diplomado en profesorado de EGB. Es trabajador por cuenta ajena desde 1974, primero en Construcciones Luis Batalla y desde 1982 en la Refinería de BP de Castellón donde actualmente ejerce funciones de técnico de Mejora Continua. Inicialmente militó en el  Partido Liberal, del que fue secretario provincial. Después ha sido militante del  PPCV desde su fundación, ha sido Secretario y Presidente de la Junta Local de Castello y miembro del Comité de Dirección Provincial, así como del Regional. 
Escogido concejal y teniente de alcalde del Ayuntamiento de Castellón a las elecciones municipales españolas de 1991,  1995,  1999,  2003,  2007 y  2011. De 2003 a 2011 ha sido diputado y vicepresidente de la Diputación de Castellón. Actualmente es presidente de la Comisión Informativa del área de cultura de la Diputación de Castellón. 
Miembro del Instituto de Etnografía y Cultura Popular, lo es también de diversos colectivos culturales y festeros, Ateneo, Castellonense de Cultura, Caballeros de la Conquista, Gaita y Colles. Ha sido miembro de la Junta de Gobierno de Lledó, de la Junta de Fiestas de Castellón, de la Junta de Gobierno del Museo de Arte Contemporáneo de Villafamés, los Patronatos de la Fundación Huguet y Fundación Soler i Godes y Clavario de la Sangre.
Ermitaño de la Magdalena, pintor (TALÓ) y dulzainero, a día de hoy sigue implicado totalmente con los colectivos culturales y festivos de Castello, ostentando distinciones como la de Guillem de Mont Rodom o Jaume I, El Voladoret de Oro, la consideración de gaiatas de Honor y la de soltero de Honor, púlpitos Oro y Premio EUTERPE de la FSMCV, entre otros.